# Silvestre Luís Scandián
Silvestre Luís Scandián SVD (ur. 31 grudnia 1931 w Iconha, zm. 16 lutego 2019 w Juiz de Fora) – brazylijski duchowny rzymskokatolicki, w latach 1984-2004 arcybiskup Vitória.

## Życiorys
Święcenia kapłańskie przyjął 3 sierpnia 1958. 4 stycznia 1975 został prekonizowany biskupem Araçuaí. Sakrę biskupią otrzymał 22 lutego 1975. 18 sierpnia 1982 został mianowany koadiutorem archidiecezji Vitória. 27 kwietnia 1984 objął urząd ordynariusza. 14 kwietnia 2004 zrezygnował z urzędu. Zmarł 16 lutego 2019 w Juiz de Fora.